# Adobe Flash Player
Adobe Flash Player (tidigare Macromedia Flash Player) är ett avvecklat insticksprogram skapat av Macromedia, men från 2005 och framåt har det utvecklats och givits ut av Adobe Systems. Utveckling och distribution upphörde den 31 december 2020.

## Utveckling
Adobe Flash Player spelar upp filer i Adobe Flash-format (.flv och .swf) som har skapats med programmen Adobe Flash, Adobe Flex, andra program ursprungligen skapade av Macromedia eller tredjepartsprogram.
Adobe Flash Player använder sig av både vektorgrafik och bitmapsgrafik. Det kan även spela upp olika ljudformat.
För hantering av 3D-objekt och miljöer finns publika kodbibliotek från Sandy3D, Papervision3D och Alternativa.

### Adobe Flash och Apple
Adobe Flash Player har funnits för många plattformar, dock ej för Apples produkter, då Apple och i synnerhet Steve Jobs haft invändningar mot säkerhet, prestanda och andra aspekter av Flash. Jobs klargjorde i april 2010 sin negativa inställning till Adobe Flash i sex punkter i ett blogginlägg på Apples webb med titeln "Thoughts on Flash".

## Avveckling
Adobe meddelade i juli 2017 att utvecklingen och distribueringen av Flash Player planerades upphöra vid utgången av 2020, bland annat för att HTML5 och andra öppna standarder blivit vanligare fram till 2017. Tillkännagivandet gav Adobe i samarbete med tekniska samarbetsparter som Apple, Facebook, Google, Microsoft och Mozilla. Adobe kommer däremot att fortsätta utveckla Adobe AIR.
I december 2020 förtydligades att all support för programvaran upphör 2020-12-31, samt att det efter den 12 januari 2021 inte längre är möjligt att spela upp Flash-filer i Flash Player.